# فرانسيس ليتل
فرانسيس ليتل (بالإنجليزية: Frances Little)‏ (22 نوفمبر 1863 - 6 يناير 1941)؛ روائية أمريكية.